# 히라노 쇼
히라노 쇼(일본어: 平野 紫耀, 1997년 1월 29일~)는 일본의 배우이다. TOBE 소속이며 Number_i의 멤버이다.

## 내력
2010년
- 남자 아이돌 그룹 'BOYS AND MEN' 입소.[1]

2012년
- 2월, 쟈니 키타가와 사장의 스카우트로 쟈니즈 사무소 입소.

- 여름 8월 4일 칸사이 쟈니즈 Jr. 유닛 KinKan에 합류.

2014년
- NTV 《SHARK》로 드라마 첫 출연과 동시에 첫 주연 도전.[2][3].

2015년
6월 5일《TV 아사히·롯폰기 힐스 여름 축제 SUMMER STATION》의 응원 서포터로 Mr.King vs Mr.Prince가 결성, Mr.KING의 멤버로 발탁.
2016년
- JOHNNYS' Future WORLD의 좌장으로 발탁. 19세로 후쿠오카 · 하카타좌의 최연소 좌장 기록 경신.[4]

2017년
- 4월, 오츠카 제약 ≪비타민 탄산 MATCH≫의 단독 CM 캐릭터로 기용.

2018년
- 3월, 순정만화 실사화 작품 ≪honey≫로 영화 첫 주연 도전.

- 영화 《ういらぶ。》 이즈미 린 역 주연.

- 1월 17일 King & Prince 데뷔 확정

- 4월, 꽃보다 맑음 (2018년 4월 TBS 방영 예정) - 카구라기 하루토 역.

- 5월 23일 1st CD 데뷔 싱글 〈シンデレラガール〉 발매

2023년
- 5월 22일 King & Prince를 탈퇴를 하고 쟈니즈 사무소를 퇴소했다.
- 7월 7일 공식 유튜브 채널 스트리밍을 통해 '#TOBECONTINUED_02' 라는 이름을 달고 진구지 유타와 함께 두 번째로 공개되었다.

## 출연

### 드라마
- SHARK (2014년 1월 11일 ~ 3월 29일, 닛폰 TV) - 주연・구라타 미즈키 역
- SHARK~2nd Season~ (2014년 4월 19일 ~ 7월 12일, 닛폰 TV) - 쿠라타 미즈키 역
- 꽃보다 맑음 ~꽃남 넥스트 시즌~ (2018년 4월 17일 ~ 6월 26일, TBS ) - 가구라기 하루토 역

### 영화
- 닌쟈니 참상! 미래에의 싸움 (2014년 6월 7일, 쇼치쿠) - 서쪽 닌자·호지 역
- honey（2018년 봄 개봉 예정、도에이） - 주연・오니세 다이가 역
- ういらぶ。 (2018년 개봉 예정) - 주연・이즈미 린 역

### 무대
- DREAM BOYS (2014년 9월 4일 ~ 30일, 제국 극장)
- 2015 신춘 JOHNNYS' World (2015년 1월 1일 ~ 27일, 제국 극장)
- 쟈니즈 긴자 2015 (2015년 4월 24일 ~ 26일・5월 30일 ~ 6월 1일, 시어터 크리에)
- 써머스테 쟈니스 킹 (2016년 7월 30일 ~ 8월 14일, EX 극장 롯폰기)
- 쟈니즈 퓨처 월드 from 제극 to 하카타 (2016년 9월 19일 ~ 30일, 하카타좌) - 주연
- 쟈니즈 퓨처 월드 (2016년 10월 8일 ~ 25일, 우메다 예술 극장) - 주연
- JOHNNY‘S ALL STARS ISLAND (2016년 12월 ~ 2017년 1월, 제국 극장)
- JOHNNYS' Happy New Year ISLAND (2018년 1월 ~ 2018년 1월 27일, 제국 극장)

### CM
- 31 아이스크림
  - GW 31% OFF 캠페인 (2013년)
  - Happy 4 You 캠페인 (2013년)
- 오쓰카 제약 「비타민 탄산 MATCH」（2017년4월 - ）[5]